# Diecezja Périgueux
Diecezja Périgueux (pełna nazwa: diecezja Périgueux (-Sarlat)) – diecezja Kościoła rzymskokatolickiego w południowo-zachodniej Francji, w metropolii Bordeaux. Powstała w III wieku. W 1801 została zlikwidowana, ale już w 1822 przywrócono ją. W 1857 uzyskała obecną nazwę oficjalną.